# Província de Tigre
Per la moderna regió vegeu Tigre (regió)
Tigre fou una província d'Etiòpia. La regió de Tigre que va substituir la província, fou creada per la constitució de 1995. El seu nom tradicional és Tigre però el nom modern és «Tigray», més apropiat, ja que correspon al país dels tigranya de llengua trigranyà, mentre que «Tigre» seria el nom del país dels tigres de la part central d'Eritrea, que parlen el tigre (ambdós pobles estan emparentats). Fins a la meitat del segle xix fou sempre anomenada Tigre, però després es va acabar imposant el nom Tigray avui generalitzat. La província de Tigre va quedar establerta per la proclamació núm. 1 de 1943 de l'emperador Haile Selassie que va fundar dotze províncies o governs generals amb les 42 províncies anteriors que eren de mides molt variades; la vella província de Tigre tal com existia al segle xix, fou unida a les veïnes (províncies de Semien, Tembien, Agame i Enderta i va formar la província de Tigre o Tigray que va existir formalment fins al 1995 (del 1987 al 1991 va formar una regió autònoma però sense virtualitat i mai reconeguda pel nou govern etíop establert el maig del 1991).
La província estava dividida en 8 districtes (awraja):
- Adwa
- Agame
- Axum
- Hulet Awlalo
- Inderta
- Raya i Azebo
- Shire
- Temben

## Història

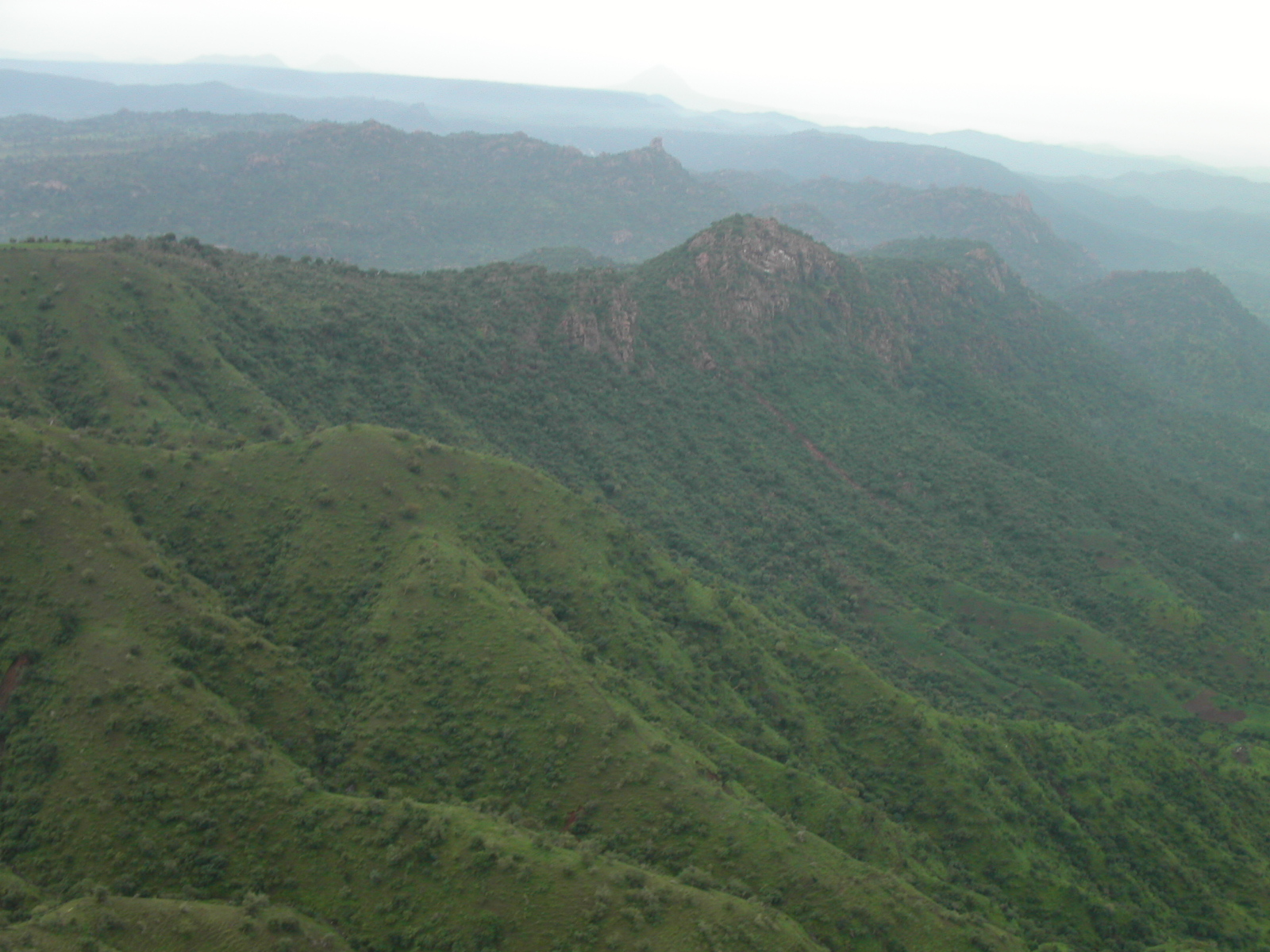
Muntanyes de Lemalimo prop d'Inda Selassie a Tigray occidental

El proto-tigranya i els proto-amhares foren les ètnies principals del regne d'Axum durant el primer mil·lenni. La seva llengua, una forma de Gueez, romania la llengua de la cort imperial etiòpica posterior, així com de l'Església Etiòpica.
Al segle xiv les terres que parlaven tigrinyà (Tigray-Mereb Melash) es dividien en dues províncies, separades pel riu Mereb pels emperadors amhares recentment entronitzats. El governador de la província del nord rebia el títol de Baher Neagsh o Bahr Negus (Governant de la Mar), mentre que al governador de la província del sud se li donava el títol de Tigray Mekonen (Senyor del Tigray). El jesuita portuguès Emanuel Baradas en la seva obra "Do reino de Tigr" escrit el 1633-1634, diu que el "reino de Tigr" s'estenia d'Hamasien a Enderta, i des de les fronteres de Dankel (Dankàlia) fins al Tekeze. Assenyalava que Tigray s'estenia fins al vessant de Semien encara que el poder polític del Tigray Mekonen no s'estenia més enllà del Tekeze. També manifestava que Tigray-Mereb Melash es dividia en vint-i-quatre unitats polítiques més petites (principats), dotze de les quals estaven situades cap al sud del Mereb i eren governades pel Tigray Mekonen basat a Enderta. Els altres dotze estaven situats cap al nord del Mereb sota l'autoritat del Baher Negash, basat al districte de Serae. M. DE
El Llibre d'Axum, escrit i compilat probablement abans del segle xv, mostra un esquema cartogràfic tradicional de Tigray amb la ciutat d'Axum en el seu centre envoltat per les 12 províncies principals: "Tembien, Shire, Serae, Hamasien, Buri, Sam'a, Agame, Amba Senayt, Garalta, Enderta, Sahart i Abergele.".
Durant l'edat mitjana la posició del Tigray Mekonen ("Governador de Tigray") es va consolidar com a governant de l'àrea. Va estendre el seu govern a altres districtes com Akkele Guzay (ara part d'Eritrea), i al regne del Bahr negus, que comprenia molt del que és ara Eritrea i el districte de Shire (i la ciutat de Shire) al Tigray occidental. A l'època en què el Tigray Meknonen va existir simultàniament amb el Bahr negus, la seva frontera sembla que fou el riu Mareb, que actualment constitueix la frontera entre la província etiòpica de Tigray i Eritrea.

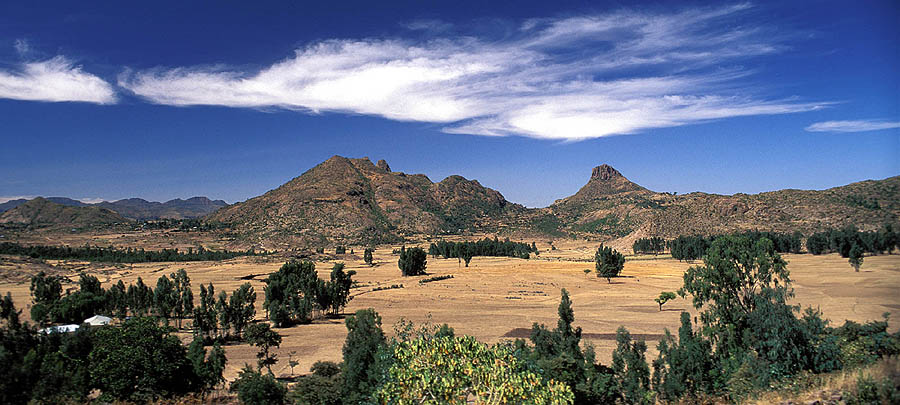
Un paisatge típic de la regió Tigray, Etiòpia, prop del jaciment arqueològic de Yeha.

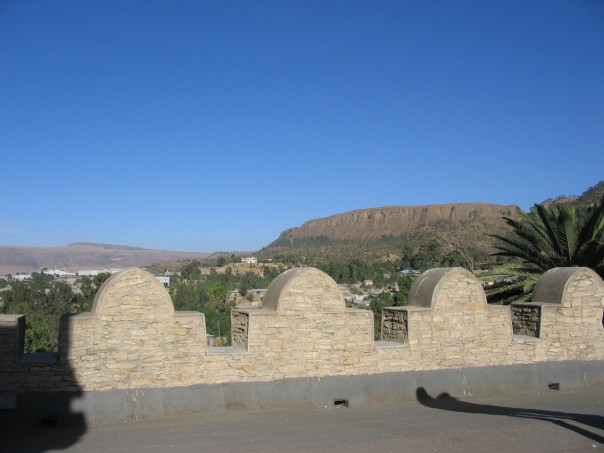
Vista de Tigray des del palau de l'emperador Yohannes

Després de la pèrdua de poder del Bahr negus en les seqüeles de les rebel·lions de Bahr Negus Yeshaq, el títol de Tigray Mekonnen va ampliar poder en relació amb el Bahr negus i de vegades va incloure el govern sobre parts del que ara és Eritrea, especialment al segle xix. En l'inestable període del Zemene Mesafint ("Era dels Prínceps" o dels "jutges"), els dos títols es van enfonsar a poc més que títols buits de contingut efectiu, i el senyor que al seu torn dominava la regió, utilitzava (i va rebre de l'emperador) el títol o de Ras o de Dejazmach, començant amb Ras Mikael Sehul. Els governants de Tigray com Ras Wolde Selassie s'alternaven amb altres, principalment els de Begemder o Yejju, com senyors de la guerra que governaven de fet la monarquia etiòpica durant el període Zemene Mesafint.
A la meitat del segle xix, els senyors de Temben i Enderta van aconseguir crear una senyoria de Tigray per a la seva dinastia. Un dels seus membres, Dejazmach Kassai Mercha, pujava al tron imperial el 1872 sota el nom de Yohannes IV. Després de la seva mort a la batalla de Metemma, el tron etiòpic queia sota control del governant de Shoa, i el centre de poder es desplaçava cap al sud i fora de Tigray.